# Stuart O'Grady

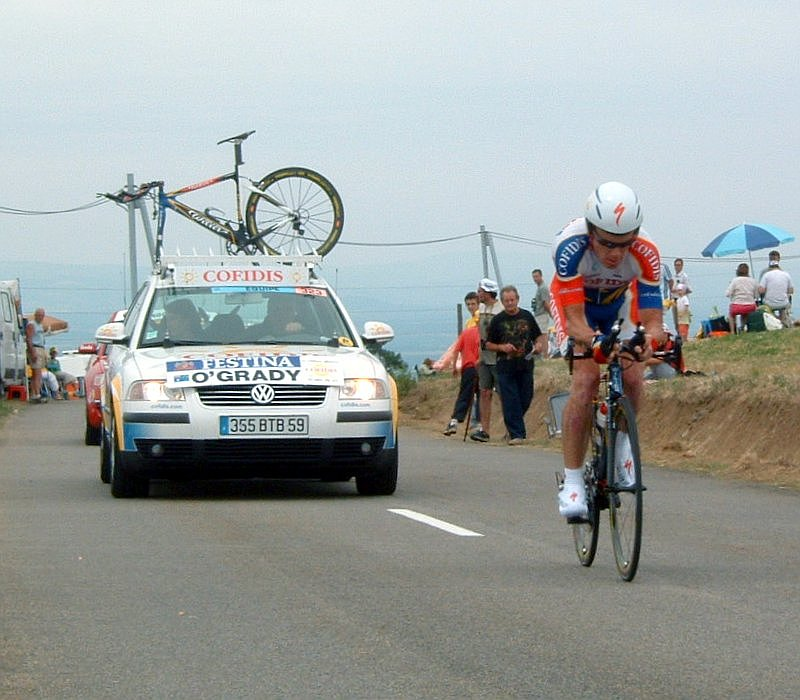
Stuart O'Grady tijdens de Ronde van Frankrijk 2005.

Stuart O'Grady (Adelaide, 6 augustus 1973) is een Australisch voormalig wielrenner die op de baan en weg reed. Zijn grootste succes behaalde hij in 2007 toen hij Parijs-Roubaix won. Verder was hij een sterke sprinter en in zijn nadagen meesterknecht van Fabian Cancellara.

## Carrière
Stuart O'Grady was professional van 1995 tot 2013. Hij droeg als bijnamen Stuey (spreek uit als Stjoewie) en Freckles, naar zijn sproeten die een overheersend uiterlijk kenmerk zijn.
In 1996 nam O'Grady voor het eerst deel aan de Ronde van Frankrijk. In 1998 en 2001 droeg hij een aantal dagen de gele trui. Zijn specialiteit was de sprint, en dan met name vooral tijdens zijn periode bij de Franse ploegen Crédit Agricole, de voorloper hiervan Gan, en Cofidis. Dat blijkt ook uit zijn eindklasseringen in het puntenklassement van de Ronde van Frankrijk waar hij viermaal tweede werd; dat was in 1998, 1999, 2001 en 2005, en eenmaal derde, in 2002. Alhoewel hij ploegmaat was van topsprinters als Frédéric Moncassin en Thor Hushovd, heeft de rappe Australiër toch twee etappes in de Tour de France kunnen winnen.
Vooral in 2001 was O'Grady zelfs dicht bij de groene trui, maar hij raakte de trui op de laatste dag kwijt aan Erik Zabel, die in totaal keer de trui won. Later in zijn carrière, bij de Deense CSC-ploeg, zou O'Grady zich toeleggen op het klassieke werk. Dat hij daarin ambitieus was onderschreef de Australiër met een derde plaats in de Ronde van Vlaanderen 2003; hij eindigde achter Peter Van Petegem en Frank Vandenbroucke.
Op 33-jarige leeftijd behaalde O'Grady in 2007 zijn meest prestigieuze overwinning: de kasseiklassieker Parijs-Roubaix. Hij kwam solo aan op de Vélodrome André Pétrieux, gesteund door zijn twee CSC-ploegmaats Lars Michaelsen, die zijn allerlaatste koers reed, en Fabian Cancellara. De Australiër werd een belangrijke helper voor deze laatste bij Saxo Bank en Leopard Trek.
In de Ronde van Frankrijk 2007 kwam O'Grady zwaar ten val in de 8e etappe, in de afdaling van de Cormet de Roselend. O'Grady brak zijn sleutelbeen, zijn schouderblad, vijf ribben en enkele botten rondom zijn ruggengraat. Ook liep hij een doorboorde long op.
In juli 2013 kondigde hij de dag na de Ronde van Frankrijk aan dat hij per direct stopte met professioneel wielrennen. Enkele dagen na die aankondiging verklaarde O'Grady dat hij in aanloop naar de Ronde van Frankrijk van 1998 epo heeft gebruikt.

## Palmares

### Baanwielrennen
| Jaar      | AK             | WK                                                       | Overige                                                                          |
| --------- | -------------- | -------------------------------------------------------- | -------------------------------------------------------------------------------- |
| 1991      |                | ploegenachtervolging                                     |                                                                                  |
| 1992      |                |                                                          | Olympische Spelen: · ploegenachtervolging                                        |
| 1993      |                | ploegenachtervolging · 7e puntenkoers                    |                                                                                  |
| 1994      | koppelkoers    | ploegenachtervolging · 4e puntenkoers · 6e achtervolging | Gemenebestspelen: · ploegenachtervolging · scratch · puntenkoers · achtervolging |
| 1995      |                | ploegenachtervolging · achtervolging · 8e puntenkoers    |                                                                                  |
| 1996      |                |                                                          | Olympische Spelen: · ploegenachtervolging · puntenkoers                          |
| 1997      |                |                                                          | WB Adelaide: · puntenkoers · achtervolging · koppelkoers                         |
| 1998-1999 | Geen deelnames | Geen deelnames                                           | Geen deelnames                                                                   |
| 2000      |                |                                                          | Olympische Spelen: 10e puntenkoers                                               |
| 2001-2003 | Geen deelnames | Geen deelnames                                           | Geen deelnames                                                                   |
| 2004      |                |                                                          | Olympische Spelen: · koppelkoers                                                 |

### Wegwielrennen
1995
5e etappe Circuit Cycliste de la Sarthe
1996
3e etappe Ronde van Murcia
1997
5e etappe Ronde van Beieren
1e, 6e en 8e etappe Herald Sun Tour
1998
14e etappe Ronde van Frankrijk
2e etappe Jayco Bay Cycling Classic
2e en 7e etappe Prudential Tour
Eindklassement Prudential Tour
3e etappe Ronde van Luxemburg
4e etappe deel b Ronde van Poitou-Charentes
1999
3e en 5e etappe Tour Down Under
Eindklassement Tour Down Under
Classic Haribo
4e etappe Mount Buller Cup
Eindklassement Mount Buller Cup
5e etappe Prudential Tour
2000
3e etappe Midi Libre
2001
Eindklassement Tour Down Under
Profronde van Oostvoorne
Gouden Pijl Emmen
2002
 Wegwedstrijd op de Gemenebestspelen
2003
 Australisch kampioen op de weg, Elite
6e en 8e etappe Ronde van Langkawi
2004
5e en 7e etappe Dauphiné Libéré
Puntenklassement Dauphiné Libéré
5e etappe Ronde van Frankrijk
HEW Cyclassics
Grand Prix de Villers-Cotterêts
Wiener Radfest
1e etappe Post Danmark Rundt
2006
UCI ProTour Ploegentijdrit
1e etappe Ronde van Spanje (TTT)
2007
Parijs-Roubaix
2008
2e en 5e etappe Herald Sun Tour
Eindklassement Herald Sun Tour
2011
1e etappe Ronde van Spanje (TTT) 
2012
1e etappe Tirreno-Adriatico (TTT)
2013
4e etappe Ronde van Frankrijk (TTT) 

#### Resultaten in voornaamste wedstrijden
| Jaar | Ronde van Italië | Ronde van Frankrijk | Ronde van Spanje |
| ---- | ---------------- | ------------------- | ---------------- |
| 1996 |                  |                     |                  |
| 1997 |                  | 109e                |                  |
| 1998 |                  | 54e (1)             |                  |
| 1999 |                  | 94e                 |                  |
| 2000 |                  | opgave              |                  |
| 2001 |                  | 54e                 |                  |
| 2002 |                  | 77e                 |                  |
| 2003 |                  | 90e                 |                  |
| 2004 |                  | 61e (1)             | opgave           |
| 2005 | opgave           | 77e                 |                  |
| 2006 |                  | 90e                 | 65e              |
| 2007 |                  | opgave              |                  |
| 2008 | opgave           | 108e                |                  |
| 2009 |                  | 122e                | opgave           |
| 2010 |                  | 148e                | opgave           |
| 2011 |                  | 77e                 | 93e              |
| 2012 |                  | 97e                 |                  |
| 2013 |                  | 161e                |                  |

| Jaar | Milaan-San Remo | Gent-Wevelgem | Ronde van Vlaanderen | Parijs-Roubaix | Amstel Gold Race | Parijs-Tours | Omloop Het Nieuwsblad | E3 Harelbeke |  | WK op de weg |  | Wereldranglijsten |
| ---- | --------------- | ------------- | -------------------- | -------------- | ---------------- | ------------ | --------------------- | ------------ |  | ------------ |  | ----------------- |
| 1996 |                 | 103e          |                      | 46e            |                  | 83e          | 26e                   |              |  |              |  |                   |
| 1997 | 55e             | 7e            | 30e                  | 16e            |                  |              | 42e                   |              |  |              |  |                   |
| 1998 | 59e             | 24e           | 30e                  | 20e            | 32e              | 75e          | 6e                    |              |  |              |  |                   |
| 1999 | 36e             | 16e           | 43e                  | opgave         |                  |              | 25e                   | 20e          |  |              |  |                   |
| 2000 |                 |               | 40e                  | buit.tijd      |                  | 32e          | 16e                   |              |  | 101e         |  |                   |
| 2001 | 55e             | 23e           | 60e                  | opgave         |                  |              | 52e                   |              |  |              |  |                   |
| 2002 |                 |               |                      |                |                  | 13e          | 47e                   |              |  | 13e          |  |                   |
| 2003 | 21e             |               | ↑                    | 18e            |                  | ↑            |                       |              |  |              |  |                   |
| 2004 | ↑               |               | 123e                 |                |                  | 5e           |                       |              |  | 4e           |  |                   |
| 2005 | 4e              | 10e           | 16e                  | 18e            |                  |              | 18e                   | 11e          |  |              |  | 67e (UPT)         |
| 2006 |                 |               |                      |                |                  | ↑            |                       |              |  | 6e           |  | 40e (UPT)         |
| 2007 | 5e              | 24e           | 10e                  | ↑              |                  |              | 5e                    | 9e           |  |              |  | 23e (UPT)         |
| 2008 | 88e             | 8e            |                      | 5e             |                  |              |                       |              |  |              |  | 86e (UPT)         |
| 2009 | opgave          |               |                      |                |                  |              |                       |              |  | opgave       |  | 57e (UWK)         |
| 2010 | 120e            | 65e           | opgave               | opgave         |                  |              | 118e                  |              |  | 45e          |  |                   |
| 2011 | 10e             | opgave        | 69e                  | buit.tijd      |                  | 8e           |                       | 9e           |  | 91e          |  | 177e (UWT)        |
| 2012 | opgave          | 125e          | opgave               | 53e            |                  |              |                       |              |  |              |  |                   |
| 2013 | 86e             | opgave        | opgave               | 96e            |                  |              |                       | 73e          |  |              |  |                   |

## Ploegen
- 1995-Gan
- 1996-Gan
- 1997-Gan
- 1998-Gan
- 1999-Crédit Agricole
- 2000-Crédit Agricole
- 2001-Crédit Agricole
- 2002-Crédit Agricole
- 2003-Crédit Agricole
- 2004-Cofidis
- 2005-Cofidis
- 2006-Team CSC
- 2007-Team CSC
- 2008-CSC-Saxo Bank
- 2009-Saxo Bank
- 2010-Saxo Bank
- 2011-Leopard-Trek
- 2012-Orica-GreenEdge
- 2013-Orica-GreenEdge

2000: Brett Aitken & Scott McGrory ·
2004: Stuart O'Grady & Graeme Brown ·
2008: Juan Curuchet & Walter Pérez ·
2020: Lasse Norman Hansen & Michael Mørkøv ·
2024: Iúri Leitão & Rui Oliveira
Wielerploegen van Stuart O'Grady
Aubier ·
Boardman   ·
Capelle ·
Colotti ·
Currit ·
Deramé ·
Dojwa ·
Duclos-Lassalle ·
Gouvenou ·
Lance ·
Ledanois ·
Lemarchand ·
Moreau ·
O'Grady ·
Prétot ·
Rous ·
Seigneur ·
Vasseur ·
Conan (stagiair) ·
Langella (stagiair) · 

Sabatier (stagiair)
Boardman ·
Deramé ·
Desbiens (tot 15/06) ·
Gaumont (tot 15/06) ·
Heulot ·
Hubert ·
Ledanois ·
Lemarchand ·
Moncassin ·
Moreau ·
O'Grady ·
Pensec ·
Prétot ·
Rous ·
Rué ·
Seigneur ·
Simon ·
Vasseur ·
Bos (stagiair) ·
Hinault (stagiair) ·
Langella (stagiair) 
Boardman ·
Bos ·
Hinault ·
Hubert ·
Langella ·
Ledanois ·
Lemarchand ·
Moncassin ·
O'Grady ·
Pensec (tot 30/06) ·
Poli ·
Prétot ·
Rué ·
Simon ·
Sunderland ·
Teyssier ·
Vasseur ·
Vogels ·
Estadieu (stagiair) ·
Jenner (stagiair) 
Bäckstedt ·
Boardman ·
Bos ·
Gono ·
Hinault ·
Jenner ·
Langella ·
Moncassin ·
O'Grady ·
Perraudeau ·
Pétilleau ·
Poli ·
Prétot ·
Seigneur ·
Simon ·
Vasseur ·
Vogels ·
Voigt ·
Augé (stagiair)
Bäckstedt ·
Boardman ·
Delalande ·
Finot ·
Gono ·
Hinault ·
Jenner ·
Langella ·
Moncassin ·
Neuville ·
O'Grady ·
Pencolé ·
Perraudeau ·
Poli ·
Simon ·
Vasseur ·
Vogels ·
Voigt ·
Augé (stagiair) ·
Fédrigo (stagiair) ·
Hushovd (stagiair) ·
Poilvet (stagiair) 
Bäckstedt ·
Boardman ·
Fédrigo ·
Finot ·
Gono ·
Gougot ·
Hinault ·
Hushovd ·
Jenner ·
Julich ·
Langella ·
Morin ·
Neuville ·
O'Grady ·
Pencolé ·
Poilvet ·
Vaughters ·
Voigt ·
Fournier (stagiair) ·
Le Mével (stagiair) ·
Martin (stagiair) 
Bäckstedt ·
Bessy ·
Fédrigo ·
Finot ·
Gougot ·
Hinault ·
Hushovd ·
Jenner ·
Julich ·
Langella ·
Martin ·
Morin ·
Neuville ·
O'Grady ·
Poilvet ·
Vaughters ·
Voigt ·
Hervé (stagiair) ·
Leblacher (stagiair) ·
Le Mével (stagiair) ·
Tournier (stagiair)
Bessy ·
Brard (tot 15/10) ·
Charpenteau ·
Fédrigo ·
Hervé ·
Hinault ·
Hushovd ·
Jenner ·
Langella ·
Le Mével ·
Martin ·
Moreau ·
Morin ·
O'Grady ·
Poilvet ·
Tournier ·
Vaughters (tot 15/07) ·
Voigt ·
Dartus (stagiair) ·
Jégou (stagiair) ·
Leblacher (stagiair)
Augé ·
Charpenteau ·
Fédrigo ·
Fragniere ·
Hervé ·
Hinault ·
Hushovd ·
Jégou ·
Jenner ·
Kaggestad ·
Leblacher ·
Le Mével ·
Ljungqvist ·
Moreau ·
Morin ·
O'Grady ·
Poilvet ·
Sweet ·
Tournier ·
Voigt ·
Arassus (stagiair) ·
Bates (stagiair) ·
Guiborel (stagiair) 
Astarloa  (tot 30/04) ·
Atienza · 
Bessy ·
Bourgain · 
Casper ·
Clain (tot 30/04) · 
Coyot ·
Cuesta · 
Edaleine ·
Engoulvent ·
Farazijn · 
Fernández ·
Fofonov ·
Gané · 
Gaumont (tot 15/02) · 
Lelli · 
Millar (tot 15/07) · 
Moncoutié · 
Monier ·
O'Grady ·
Pérez · 
Roulston · 
Scheirlinckx · 
Tombak · 
Tournant · 
Trentin · 
Vasseur · 
White · 
Cabrera (stagiair) ·
Moinard (stagiair) · 
Roche (stagiair)   
Augé ·
Atienza · 
Bertagnolli · 
Bessy ·
Bourgain · 
Casper ·
Chavanel · 
Coyot ·
Duclos-Lassalle · 
Edaleine ·
Engoulvent ·
Farazijn · 
Fernández ·
Fofonov ·
Gané · 
Inaudi · 
Koerts · 
Marichal ·
Moinard · 
Moncoutié · 
Monier ·
O'Grady ·
Pérez · 
Roche ·
Scheirlinckx · 
Tombak · 
Tournant · 
Trentin · 
Vasseur · 
White · 
Galland (stagiair) · 
Hartmann (stagiair) · 
Sutton (stagiair)   
Arvesen ·
Bak ·
Basso ·
Blaudzun · 
Breschel ·
Cancellara   ·
Cuesta ·
Hoestov ·
Johansen ·
Julich ·
Klostergaard ·
Kroon ·
Ljungqvist ·
Lombardi ·
Luttenberger ·
Michaelsen · 
Müller ·
O'Grady ·
Pedersen ·
Peron ·
Piil ·
Roberts ·
Sastre ·
A. Schleck ·
F. Schleck ·
Sørensen · 
Vandborg ·
Vande Velde ·
Voigt ·
Zabriskie
Arvesen · Bak · Blaudzun · Breschel · Cancellara     · Cuesta · Goss · Haedo · Hoestov · Johansen · Julich · Klostergaard · Kolobnev · Kroon · Ljungqvist · Lund · Michaelsen (tot 15/04) · O'Grady · Pedersen · Roberts · Sastre · A. Schleck · F. Schleck · C. A. Sørensen · N. Sørensen · Vande Velde · Voigt · Zabriskie
Arvesen ·
Bak ·
Blaudzun · 
Bøchman ·
Breschel ·
Cancellara     ·
Cuesta ·
Goss ·
Haedo ·
Hoestov ·
Johansen (tot 30/04) ·
Julich ·
Klostergaard ·
Kolobnev ·
Kroon ·
Larsson ·
Ljungqvist ·
Lund ·
McCartney ·
McGee · 
O'Grady ·
Sastre ·
A. Schleck ·
F. Schleck ·
C. A. Sørensen ·
N. Sørensen · 
Steensen ·
Van Goolen ·
Voigt ·
Bellis (stagiair) ·
Didier (stagiair) · 
Fuglsang (stagiair)
Arvesen ·
Bak ·
Bellis · 
Bøchman ·
Breschel ·
Cancellara     ·
Fuglsang ·
Goss ·
Haedo ·
Høj ·
Klemme ·
Klostergaard ·
Kolobnev ·
Kroon ·
Larsson ·
Ljungqvist ·
Lund ·
McCartney ·
Mørkøv · 
O'Grady ·
Rasmussen ·
A. Schleck ·
F. Schleck ·
C. A. Sørensen ·
N. Sørensen · 
Steensen ·
Van Goolen ·
Voigt
Bellis · 
Breschel ·
Cancellara       ·
Cooke ·
Didier ·
Fuglsang ·
J. J. Haedo ·
L. S. Haedo ·
Høj ·
Jørgensen ·
Klemme ·
Klostergaard ·
Larsson ·
Lund ·
Marycz ·
Mørkøv ·
O'Grady ·
Porte ·
Rasmussen ·
A. Schleck ·
F. Schleck ·
C. A. Sørensen ·
N. Sørensen · 
Steensen ·
Voigt
Bennati ·
Cancellara     ·
Clarke ·
Denifl ·
Feillu ·
Fuglsang ·
Gerdemann ·
Klemme ·
Lund ·
Monfort ·
Mortensen ·
Nizzolo ·
O'Grady ·
Pedersen ·
Pires ·
Posthuma ·
Rohregger · 
A. Schleck ·
F. Schleck ·
Stamsnijder ·
Viganò ·
Voigt ·
Wagner ·
Wegmann ·
Weylandt (tot 09/05) ·
Zaugg ·
Selig (stagiair) 
Albasini · Beppu · Bewley · Bobridge · Clarke · Cooke · Davis · Dean · Docker · Durbridge · Gerrans · Goss · Hepburn · Howard · Impey · Keukeleire · Kruopis · Lancaster · Langeveld · McEwen · Meier · C.Meyer · T.Meyer · Mouris · O'Grady · Sulzberger · Teklehaimanot · Tuft · Vaitkus · Weening · Wilson
Albasini · Beppu · Bewley · Clarke · Cooke · Davis · Docker · Durbridge · Gerrans · Goss · Hepburn · Howard · Howson (stagiair) · Impey · Kang (stagiair) · Keukeleire · Kruopis · Lancaster · Langeveld · Matthews · Meier · C.Meyer · T.Meyer · Mouris · O'Grady · Sulzberger · Teklehaimanot · Tuft · Vaitkus · Weening
- International Standard Name Identifier: 0000 0000 6486 9558
- Library of Congress Control Number: n2014046749
- Virtual International Authority File: 95126451
- WorldCat: E39PBJp9rDpPjWTHMQ8WtbpHG3